# Витошки
Вито́шки (бел. Вітошкі) — деревня в Брестском районе Брестской области Белоруссии. Входит в состав Чернинского сельсовета.

## География
Деревня расположена примерно в 16 км к северо-востоку от центра города Бреста. В 6 км восточнее деревни расположена платформа Кошелево железнодорожной линии Барановичи — Брест. В 8 км южнее деревни Витошки проходит автомагистраль М1. Ближайшие населённые пункты — деревни Залесье, Гутовичи и Велюнь.

## История
В XIX веке деревня — центр имения в Кобринском уезде Гродненской губернии.
В 1870 году деревня с 76 ревизскими душами принадлежала Галевскому.
В 1890 году жители деревни входили в Залесское сельскохозяйственное товарищество, имением владел В. Анцуг.
В 1897 году — деревня Збироговской волости Кобринского уезда: 28 дворов, ветряная мельница и кузня.
После Рижского мирного договора 1921 года — в составе гмины Збироги Брестского повета Полесского воеводства Польши, 11 дворов.
С 1939 года — в составе БССР.